# Jangseong-eup
Jangseong-eup (koreanska: 장성읍) är en köping i Sydkorea. Den är centralort i kommunen Jangseong-gun i provinsen Södra Jeolla, i den södra delen av landet, 250 km söder om huvudstaden Seoul.